# Olaga ekehygge
Olaga ekehygge var ett brott och straffet för den som ertappades var böter.
Ekar var kronans egendom och ingen fick fälla en ek, inte ens på egen mark utan att skogvaktaren utsynat den och stämplat den.
Bönderna drog sig dock för att tillkalla skogvaktaren för han debiterade en daler såsom  ”betalning till Kongl. Maj't och Kronan”. Byggningabalkens 13 kap föreskrev nämligen  ”Ingen hafve macht...at hugga och fälla bärande trä, som äro ek...” Böterna fastställs, och därutöver skall den som hugger en ek, ”plantera för hvart trä tu af samma slag...vårde ock them sedan, til thes the undan boskapts bet vuxne äro”.
Ek som är ett hårt träslag och står bra mot röta behövdes till slädmedar, till kvarnar, bryggor och båtar.
En del av böterna tillföll den länsman eller landsfiskal som var åklagare. Tjänsten som landsfiskal var en oavlönad åklagartjänst och böterna var en viktig inkomstkälla.

## Exempel på mål om olaga ekehygge
Exemplen är hämtade från Inlands Fräkne härads dombok år 1773.
Till vintertinget hade landsfiskal Granbeck låtit instämma bönderna i Aröd för olaga ekehygge. De påstod, att de hade fått tillstånd av ryttmästare Simmingschiöld att fälla ekarna, varför det blev uppskov i målet.
Hans Olsson på Tönn sakfälldes för att han hade topphuggit en ek och fick böta 9 daler tre¨skiftes böter och 20 daler till målsägaren, d.v.s. Granbeck. Det lönade sig för målsägaren att få bönderna fällda för olaga ekehygge. 
Också ett par bönder i Skafteröd anklagades för att de skulle ha kvistat och till eget behov använt grenarna efter 22 på deras hemman fällda ekar, som använts till salpetersjudning. Salpeter användes för framställning av krut och var en besvärlig historia. Sjudare Runström hade emellertid uppgett, att han fått tillräckligt med torr ved och inte behövde mera. Bönderna friades.
Riksrådet Svante Gustafsson Banér fick 1625 rättighet att till sitt gods i Ingermanland deportera egna frälsebönder samt övriga bönder i Uppland och Västmanland, vilka gjort sig skyldiga till olaga ekehygge.